# 湛江奥林匹克体育中心
湛江奥林匹克体育中心，是广东省湛江市乃至粤西规模最大的体育场馆，位于湛江市坡头区西海岸、湛江海湾大桥北侧，包含主体育场、体育馆、游泳跳水馆、综合球类馆、室外体育场、综合训练馆在内的“两场五馆”，占地面积63.28公顷，总建筑面积约21万平方米，总投资约30亿元。

## 历史
湛江奥林匹克体育中心是湛江市为承办2015年举行的广东省第十四届运动会而修建。2011年11月28日，广东省第十四届省运会主场馆项目举行开工奠基仪式，由中建八局负责项目承建，高峰期超过5000人同时施工。2013年8月6日，被正式命名为“湛江奥林匹克体育中心”。 2015年3月31日，主体育场、主体育馆、综合球类馆、游泳跳水馆工程竣工验收。2015年5月15日，正式移交给湛江市交通投资集团有限公司管理。2017年，综合训练馆（湛江展览中心）动工，并在2018年11月举行的中国海洋经济博览会上首次投入使用。2021年12月16日，湛江交通投资集团与中体产业集团签约，由中体产业集团旗下的中体竞赛管理有限公司实施湛江奥体中心的运营管理。

## 场馆
- 主体育场：共四层，总建筑面积96034平方米，造型以“海之贝”为理念，“海螺”为母体，可容纳约40000名观众，拥有符合国际标准的塑胶跑道和草坪足球场，可承办各种大型足球赛事、文艺演出、商业会展活动。

- 体育馆：共三层，总建筑面积为27391平方米，可容纳6286名观众。馆内设有比赛厅及训练厅，可承办篮球、艺术体操、蹦床、羽毛球等各种体育赛事及演出活动。

- 游泳跳水馆：共三层，总建筑面积为35244平方米，可容纳2196名观众。馆内拥有比赛池、训练池、跳水池，可举办全国性和单项国际性比赛。
- 综合球类馆：共两层，总建筑面积为12880平方米，可容纳1100名观众（均为活动席位），是羽毛球、篮球、乒乓球、手球的训练和比赛场所。
- 室外体育场：用地面积为28800平方米，无看台、无座位，场内配备400米塑胶跑道和草坪足球场，可承办各类中小型的足球赛事、文艺演出。
- 全民健身广场：用地面积为14826平方米，配备网球场。
- 综合训练馆：共两层，规划用地面积76990平方米，建筑面积20860平方米，按照甲级体育训练场馆标准建设，可容纳人数约11200人。